# چیزاستیک
چیزاستیک همچنین شناخته شده با نام‌های چیزاستیک فیلادلفیا، فیلی چیزاستیک، ساندویچ چیزاستیک یا استیک با پنیر یک نوع ساندویچ است که از برش‌های نازک استیک و پنیر ذوب شده بر رویش تهیه می‌شود. این غذای فوری که طرفداران زیادی دارد از فیلادلفیا، پنسیلوانیا آمده است.
مخلفات معمول که بر روی این ساندویچ ریخته می‌شود عبارت‌اند از نمک، فلفل سیاه، پیاز سرخ‌شده، فلفل تند، قارچ، سس مایونز، سس تند و کچاپ.

## تاریخچه
طبق کاتالوگ نمایشگاهی که در سال ۱۹۸۷ توسط شرکت کتابخانه فیلادلفیا و انجمن تاریخی پنسیلوانیا منتشر شد، استیک پنیر در اوایل قرن بیستم "با ترکیب گوشت گاو، پیاز و پنیر در یک نان کوچک " درست شد.
پت و هری اولیویر فیلادلفیایی‌ها اغلب به اختراع ساندویچ با سرو استیک خرد شده روی یک رول ایتالیایی در اوایل دهه ۱۹۳۰ شناخته می‌شوند. داستان دقیق اختراع استیک مورد بحث است، اما طبق بسیاری از روایت‌ها، پت و هری اولیویر در ابتدا صاحب یک مغازه فروش هات داگ بودند و در یک مناسبت تصمیم گرفتند با استفاده از گوشت گاو خرد شده و پیاز کبابی، ساندویچ جدیدی درست کنند. در حالی که پت در حال خوردن ساندویچ بود، یک راننده تاکسی ایستاد و مشغول تماشای خوردن ساندویچ شد و سپس به آن علاقه‌مند شد، بنابراین برای خودش سفارش داد. پس از خوردن آن، راننده تاکسی به اولیور پیشنهاد کرد که درست کردن هات داگ را کنار بگذارد و به جای آن روی ساندویچ جدید تمرکز کند. آنها شروع به فروش این نوع ساندویچ استیک در مغازه هات داگ خود در نزدیکی بازار ایتالیایی جنوب فیلادلفیا کردند. آنها به قدری محبوب شدند که پت رستوران خود را افتتاح کرد و هنوز هم پت به عنوان پادشاه استیک‌ها فعالیت می‌کند.

## تغییرات
- استیک مرغ پنیری از فیله مرغ به جای گوشت گاو درست می‌شود.
- استیک مرغ بوفالو پنیری نوعی استیک مرغ با سس است و ممکن است حاوی بلوچیز باشد.
- استیک قارچ پنیری نوعی استیک پنیر با قارچ است.